# Mykwa w Tarnowie

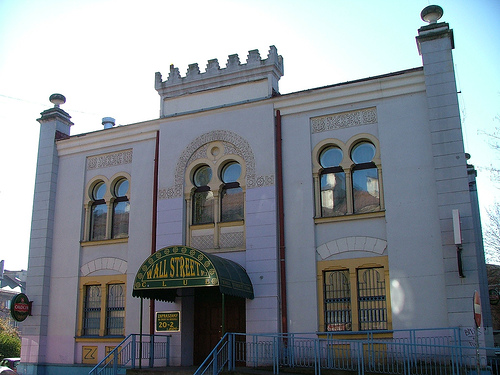
Mykwa w Tarnowie

Mykwa w Tarnowie – została zbudowana najprawdopodobniej w XIX wieku w stylu mauretańskim. Jest budynkiem dwupiętrowym, tynkowanym, na planie prostokąta. Obecnie służy celom komercyjnym.